# Ska Authentic
Ska Authentic es el título del primer álbum de la banda jamaicana de ska The Skatalites.
The Skatalites eran una de las dos bandas de estudio del sello Studio One, dirigido por el productor jamaiquino Clement "Sir Coxsone" Dodd, para el cual trabajaron desde varios años antes de manera individual y colectiva haciendo la musica para los artistas del momento. 
A pesar de que la banda original se disolvió en agosto de 1965, hasta 1967 no apareció el primer álbum acreditado a la banda. En ese contexto, cabe destacar que las canciones incluidas en el álbum fueron lanzadas como sencillos, y posteriormente se recopilaron para el primer álbum acreditado como tal a The Skatalites.

El álbum, grabado a lo largo de 1963, contó con 11 composiciones de música instrumental.
Este álbum de Studio One reúne 16 buenos ejemplos de la riqueza del ska que la banda y Dodd crearon, incluidos cortes de ska ahora clásicos como "Four Corners" y "Exodus". 

## Lista de canciones
Todas las canciones escritas y compuestas por The Skatalites. 
| N.º   | Título                 | Duración |  |
| 1.    | «Lee Harvey Oswald»    | 2:59     |  |
| 2.    | «Bridge View»          | 2:40     |  |
| 3.    | «President Kennedy»    | 2:59     |  |
| 4.    | «Further East»         | 3:18     |  |
| 5.    | «Ska in Vienna Wood»   | 2:56     |  |
| 6.    | «You're so Delightful» | 3:36     |  |
| 7.    | «Four Corners»         | 2:44     |  |
| 8.    | «Scrap Iron»           | 2:50     |  |
| 9.    | «Feeling Good»         | 2:27     |  |
| 10.   | «Royal Flush»          | 2:21     |  |
| 11.   | «Ball Of Fire»         | 3:09     |  |
| 12.   | «Christine Keiler»     | 3:11     |  |
| 35:24 |                        |          |  |

## Créditos
- Don Drummond: trombón.
- Tommy McCook: saxo tenor.
- Roland Alphonso: saxo tenor.
- Lester Sterling: saxo alto.
- Johnny «Dizzy» Moore: trompeta.
- Lloyd Brevet: bajo, contrabajo.
- Lloyd Knnibb: batería.
- Jackie Mittoo: piano y órgano.
- "Jah Jerry" Haines: Guitarra.

- Clement «Coxsone» Dodd: producción.